# Новосілки-на-Дніпрі
Новосілки-на-Дніпрі — колишнє село в Україні, Вищедубечанському районі (територія нинішнього Вишгородського району Київської області).
Затоплене у 1964 році під час створення Київського водосховища.

## Історія
Станом 1859 рік: Новосілки, с. каз.
біля оз. Ходорів.
Відстань: від повітового міста — 40 верст, від стан. кварталу — 45 верст.
Кількість дворів: 98.
Кількість жителів: чол. — 253, жін. — 287. Село підпорядковувалося Жукинській волості, Остерського повіту, Чернігівської губернії.
Станом на 1897 рік: Новосілки-на-Дніпрі, с. Остерського повіту. 
Православних – 1.031,
Чоловіків — 440,
Жінок — 606,
Всього — 1.046.
13 лютого 1943 року та 11 травня 1943 року село було спалено. Виконавці злочину: німецький каральний загін.
Кількість загиблих: 236 мешканців.
Кількість зруйнованих будинків: 316 із 352 (за даними архівів). Знищено також усі нежитлові приміщення.
Відновлення села відбулося.
Виявлення поселення дніпро-донецької, пізньотрипільської, середньодніпровської, чорноліської, зарубинецької культур, слов’янське поселення середини І тисячоліття нашої ери, а також знахідки білогрудівської культури та скіфського часу. У 1962 – 1964 роках досліджено спеціалізоване сезонне поселення давньоруських часів Х – ХІ століття з залишками численних вугільних та залізоплавильних горнів.

5 листопада 1964 року, жителів Новосілок-на-Дніпрі було переселено до інших населених пунктів. Зокрема:
у село Синяк Києво-Святошинського району,
у село Горби Бориспільського району та інші місця.
Село було затоплено. На місці села нині розташоване Київське водосховище.